# Patois (Frankrijk)
Het Franse Patois is de lokale taal die gesproken wordt in bepaalde delen van Frankrijk en België, en zich ontwikkeld heeft uit de Germaanse taal en het Latijn. Het patois wijkt echter op een groot aantal punten van de moderne Franse taal af. Het heeft een groot aantal brekingen en klankmutaties, die al in het Oudfrans optraden en in het Middelfrans nog verder zijn geëvolueerd. Het patois stond bekend als taal die op het platteland gesproken werd, en onder de lage stand. Het is een taal die erg regiogebonden is. Elk gehucht kent z'n eigen lokale taal, en het patois kan dus verschillen per regio. De term Patois wordt in Frankrijk ook wel gebruikt om Franse dialecten aan te duiden.

## Status
De taal wordt vermeden, wegens de volgende reden:
- De taal van de boeren en mensen uit de lagere klassen is nooit opgeschreven of gepraktiseerd door mensen uit de hogere stand, die altijd vol hebben gehouden dat het patois geen echte taal zou zijn. De taal is sinds de Tweede Wereldoorlog afgeschaft als schoolvak.

De taal wordt nog gesproken door ouderen en mondeling doorgegeven op nieuwe generaties. Toch neemt het aantal mensen dat deze taal machtig is af. In Canada vindt dit verschijnsel ook plaats, maar wordt er nauwelijks gesproken over de taal patois.

## Streken
Streken waar 'patois' gesproken wordt:
- Savoie
- Bretagne
- Poitou-Charentes